# Marhoum
Marhoum (em árabe: مرحوم) é uma comuna localizada na província de Sidi Bel Abbès, Argélia. De acordo com o censo de 2008, a população total da cidade era de 5383 habitantes.